# Volquete (carruaje)
El volquete o volteo (en Ecuador) es un tipo de carro formado por una caja troncopiramidal invertida cuya cara posterior va montada a corredera. Se utilizaba para transportar material de construcción que se vertía volcando la caja.
La caja va montada sobre dos largueros a los que va fijo el eje de las dos ruedas, articulándose las dos varas del tiro a los muñones por el interior de las ruedas y cerca de los cubos que se unen por debajo y en la parte anterior de la caja por un travesero sobre el que descansa libremente aquella que lleva dos anillos en dirección de las varas. En éstas, hay otros dos anillos iguales. Cuando el volquete está armado se presentan con las anteriores como argollas de un tubo. Un pasador de hierro abarca las cuatro argollas con lo que el volquete tiene el aspecto de un carro ordinario. Para la descarga, se saca la barra pasador y como el peso, aun cuando cargue algo sobre la parte anterior, está bastante equilibrado, después de sacar el tablero posterior un pequeño esfuerzo del conductor le hace bascular hacia atrás y vierte la carga que suele ser tierras, piedras o escombros. 
Cuando se dedicaba a la agricultura se llamaba chirrión y se le solía proveer de adrales para conducier mieses en haces en mayor cantidad que la que cabe en la caja por la montera que así se agrega a aquella.